# Гастон Тауншип (округ Сентер, Пенсільванія)
Гастон Тауншип (англ. Huston Township) — селище (англ. township) в США, в окрузі Сентр штату Пенсільванія. Населення — 1317 осіб (2020).

## Демографія
Згідно з переписом 2010 року, у селищі мешкало 1360 осіб у 527 домогосподарствах у складі 383 родин. Було 607 помешкань
Расовий склад населення:
| - 98,3 % — білих - 0,2 % — азіатів - 0,1 % — корінних американців - 0,1 % — чорних або афроамериканців |

До двох чи більше рас належало 1,1 %. Частка іспаномовних становила 0,7 % від усіх жителів.
За віковим діапазоном населення розподілялося таким чином: 20,8 % — особи молодші 18 років, 64,1 % — особи у віці 18—64 років, 15,1 % — особи у віці 65 років та старші. Медіана віку мешканця становила 43,4 року. На 100 осіб жіночої статі у селищі припадало 106,7 чоловіків;  на 100 жінок у віці від 18 років та старших — 102,4 чоловіків також старших 18 років.
Середній дохід на одне домашнє господарство  становив 69 600 доларів США (медіана — 58 393), а середній дохід на одну сім'ю — 81 311 долар (медіана — 70 658). Медіана доходів становила 43 214 долари для чоловіків та 40 000 доларів для жінок. За межею бідності перебувало 11,2 % осіб, у тому числі 24,5 % дітей у віці до 18 років та 2,1 % осіб у віці 65 років та старших.
Цивільне працевлаштоване населення становило 810 осіб. Основні галузі зайнятості: освіта, охорона здоров'я та соціальна допомога — 31,5 %, виробництво — 11,6 %, роздрібна торгівля — 10,7 %.